# Möviken runt
Möviken runt är ett löpevenemang som går av stapeln årligen den första lördagen i juli i Nagu skärgård. Rutten är 11 kilometer lång. Möviken runt har ordnats 46 gånger. Organisatör är Nagu Idrottsförening rf (Nagu IF).
Löparna kan delta i motionsklassen utan tidtagning eller i följande tävlingsklasser:
H, H35, H45, H55, H65, H17, P15, P13
D, D35, D45, D50, D60, D17, F15, F13.
Dessutom ordnas MiniMöviken på 3,6 km för barn under 11 år (kategori F/P11).
Pris delas ut till de tre bästa per tävlingsklass, och priser lottas även ut bland alla deltagare. Alla deltagare får en minnesmedalj. 